# 高松地方検察庁
高松地方検察庁（たかまつちほうけんさつちょう）は、香川県高松市にある日本の地方検察庁の一つで、香川県を管轄している。略称は、高松地検（たかまつちけん）。丸亀、観音寺に支部を置いている。
本庁内に常設されている特別刑事部は、全国の主要検察庁（特別捜査部がある東京・大阪・名古屋の各地検を除く）に置かれ、特捜部と同様に独自捜査を行っている。

## 所在地
- 本庁 - 高松市丸の内1-1 高松法務合同庁舎
- 丸亀支部 - 丸亀市大手町3丁目4-30 丸亀法務総合庁舎
- 観音寺支部 - 観音寺市観音寺町字洲ノ内甲2804-3

## 管轄
- 本庁

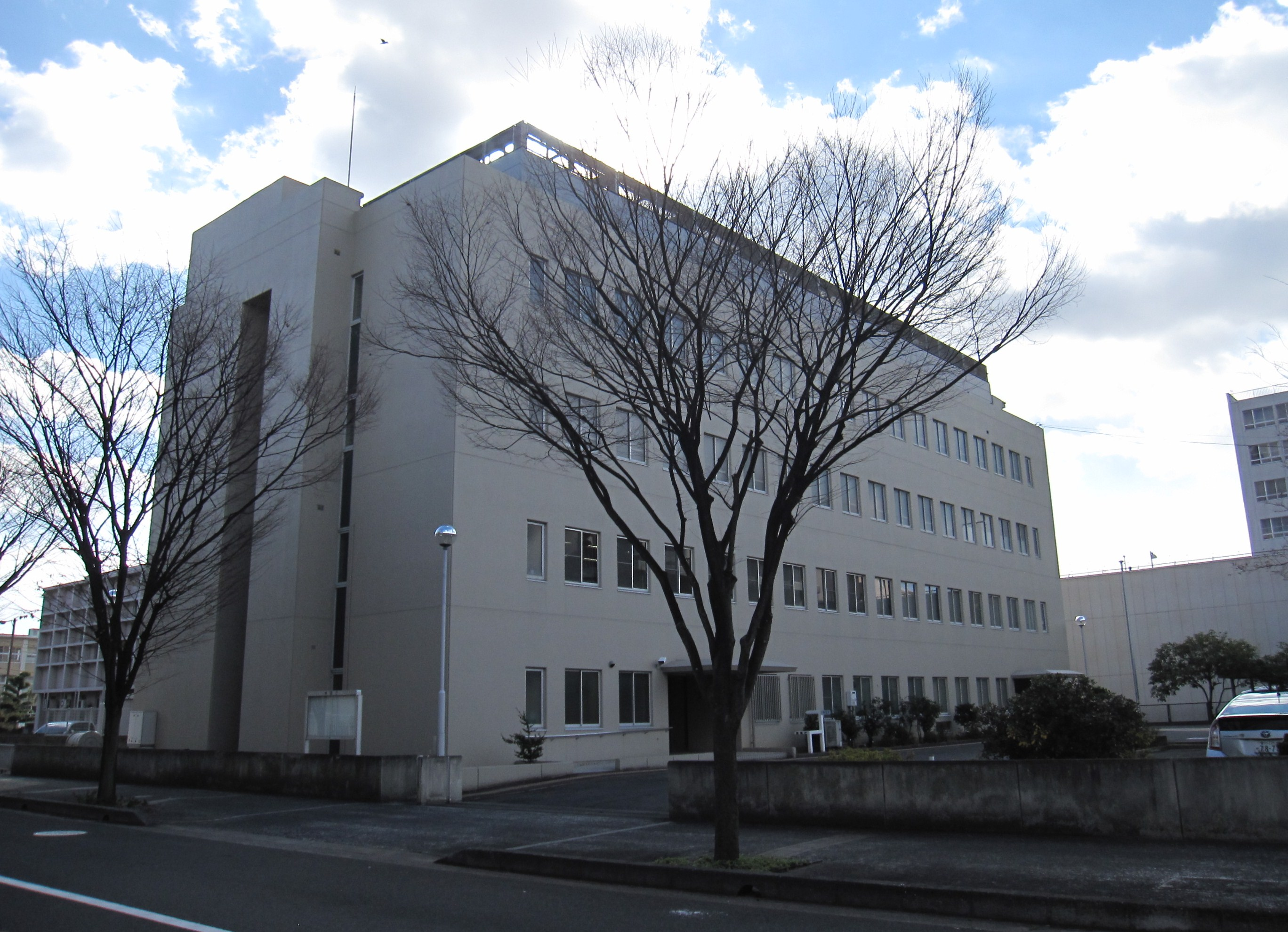
丸亀区検察庁

  - 高松区検察庁（高松市、さぬき市、東かがわ市、木田郡、香川郡、丸亀市（綾歌町）、綾歌郡（綾川町））
  - 土庄区検察庁（小豆郡）
- 丸亀支部
  - 丸亀区検察庁（丸亀市（綾歌町を除く）、坂出市、仲多度郡（多度津町）、綾歌郡（宇多津町））
  - 善通寺区検察庁（善通寺市、仲多度郡（琴平町、まんのう町））
- 観音寺支部
  - 観音寺区検察庁（観音寺市、三豊市）

## 不祥事
- 財田川事件 - 1950年（昭和25年）2月28日に香川県三豊郡財田村（現・三豊市）で起った強盗殺人事件で、当時別の強盗事件で逮捕された少年Aに対して死刑が確定した冤罪事件。高松地検丸亀支部は警察による証拠捏造や、拷問による自白強要などの違法捜査を是認したばかりか、公判不提出捜査記録を破棄（紛失）していた。結果的にはこれにより死刑手続自体が法的に不可能になり、後に無罪判決が出る再審請求への大きな足がかりとなった反面、Aの処刑は無期限延期の状態となり、無罪判決が無ければ事実上拘置所内での自然死を待たされるだけという大きな人権侵害を作り出した。